# Alfred Douglas
Lorde Alfred Bruce Douglas (Ham Hill House, Worcestershire, 22 de outubro de 1870 – Lancing, West Sussex, 20 de março de 1945) foi um poeta e tradutor inglês, famoso por ter sido amigo íntimo e amante de Oscar Wilde. Muita da sua poesia inicial era de temática uraniana, embora mais tarde se tenha distanciado, sobretudo para se afastar da influência de Wilde. Convertido ao catolicismo em 1911, passou a repudiar a homossexualidade de Wilde na Plain English, revista conservadora que exprimia visões abertamente antissemitas, apesar de ele rejeitar as políticas da Alemanha Nazista. Também chegou a ser preso por caluniar Winston Churchill sobre alegações de má conduta durante a Primeira Guerra Mundial. A famosa frase "O amor que não ousa dizer seu nome", explicada por Wilde durante seu julgamento, advém do poema de Douglas, "Two Loves" ("Dois Amantes"), de 1894.

## Juventude

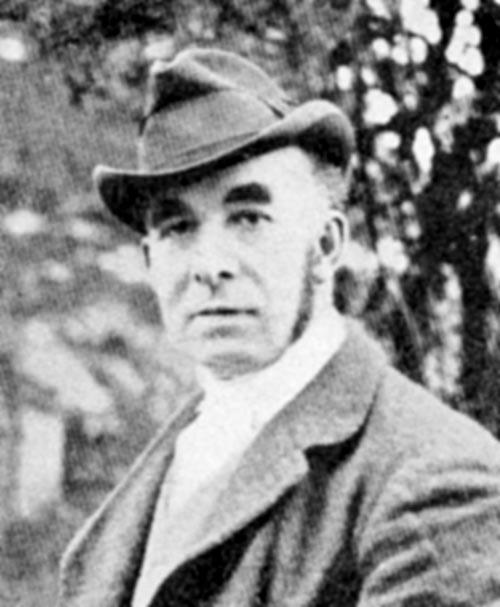
John Douglas, 9.º Marquês de Queensberry.

Terceiro filho de John Douglas, 9.º Marquês de Queensberry, e da sua primeira mulher, Sibyl Montgomery, Alfred nasceu em Ham Hill House, no Worcestershire, chamavam-no Bosie (um derivado de Boysie, ou "rapazinho"), uma alcunha que lhe ficaria para o resto da vida.
Douglas estudou no Winchester College (1884-88) e no Magdalen College, em Oxford (1889-93), que deixou sem conseguir obter nenhum diploma. Na Universidade de Oxford, Douglas foi editor de uma revista académica, The Spirit Lamp (1892-93), atividade que intensificou o conflito permanente entre ele e seu pai. A sua relação havia sido sempre tensa, e durante o caso Queensberry-Wilde, Douglas tomou partido de Wilde, chegando mesmo a encorajá-lo a levar o seu pai a tribunal por difamação. Em 1893, Douglas teve um breve namoro com George Cecil Ives.
Em 1860, o avô de Alfred, Archibald Douglas, tinha morrido num acidente de caça, embora seja largamente aceito que se tratou de suicídio. Em 1862, a viúva, sua avó, converteu-se ao catolicismo e partiu para viver em Paris com os filhos. Para além da morte violenta do seu avô, aconteceram outras tragédias na família de Bosie. Um dos seus tios, James Douglas, muito afeiçoado à sua irmã gémea, Florence Dixie, ficou destroçado quando essa casou. Em 1885, tentou raptar a jovem e o seu comportamento agravou-se, tornando-se mesmo maníaco. O seu próprio casamento, em 1888, foi desastroso. Separado de Florrie, James entrou em depressão, tornou-se alcoólico e em 1891 suicidou-se cortando a garganta. Outro dos seus tios, Francis Douglas (1847-1865) tinha morrido numa escalada do Matterhorn, ao mesmo tempo que o seu tio Archibald Edward Douglas se tornava padre. O único filho de Alfred acabaria por enlouquecer, tendo sido internado e falecido num hospital psiquiátrico.

## Relação com Oscar Wilde

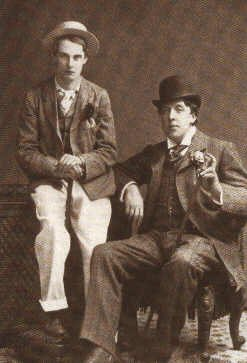
Oscar Wilde (à direita) e Douglas em 1894, antes dos julgamentos.

Em 1891, Alfred conheceu Oscar Wilde e, apesar do dramaturgo ser casado e ter dois filhos, rapidamente se envolveram numa relação amorosa. Foi um relacionamento tempestuoso: Douglas era mimado, insolente e extravagante. Esbanjava dinheiro em rapazes e no jogo e pretendia que Wilde o acompanhasse nos seus gostos. Frequentemente discutiam e terminavam a sua relação, mas sempre se reconciliavam. Certa vez, quando estavam juntos em Brighton, Douglas adoeceu com gripe. Wilde tratou-o até à sua completa recuperação, atenção que ficou por devolver quando Wilde acabou depois por adoecer também. Douglas abandonou o amante doente, mudando-se para o Grand Hotel e, no 40.º aniversário de Wilde, escreveu-lhe informando-o que tinha dado indicações para que a sua conta de hotel fosse paga por ele.

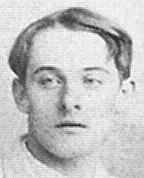
Alfred Douglas, numa foto que deu a Wilde em 1894

O Marquês de Queensberry, pai de Alfred, rapidamente suspeitou que a ligação do seu filho a Wilde ultrapassava a mera amizade. Escreveu ao seu filho censurando-o por ter deixado Oxford sem se diplomar e por não ter abraçado uma carreira, como advogado ou funcionário público. Ameaçou "deserdá-lo e extinguir as provisões dinheiro". Alfred respondeu por telegrama: "Que homem engraçado é você". Queensberry, famoso pelo seu mau feitio, ficou furioso com a atitude do filho e na carta de resposta ameaçou "fazer um escândalo público como você nem imagina" se ele continuasse a sua relação com Wilde. Dirigindo-se a Alfred como "Sua miserável criatura", o Marquês informou-o que se tinha divorciado da sua mãe para não se "arriscar a trazer ao mundo mais criaturas como ele" e que ao ser seu pai tinha "involuntariamente cometido um crime… seu demente".
Quando o irmão mais velho de Alfred, Francis Douglas, o Visconde de Drumlanrig, morreu num acidente de caça, correram rumores que este mantinha uma relação homossexual com o Primeiro Ministro, Archibald Primrose. O Marquês de Queensberry teria, por isso, embarcado numa cruzada pelo "salvamento" do seu outro filho, iniciando uma perseguição pública de Wilde, chegando mesmo a insultá-lo deixando no clube um cartão de visita onde se podia ler "Para Oscar Wilde, o sodomita".

## Os julgamentos de 1895
Em resposta ao cartão do pai, e com o apoio veemente de Douglas mas contra o conselho de amigos como Robert Ross, Frank Harris, e George Bernard Shaw, Wilde levou Queensberry a tribunal por difamação. O julgamento correu muito mal a Wilde uma vez que o Marquês tinha contratado um detetive privado para documentar a relação homossexual do seu filho com o escritor. Vários prostitutos masculinos foram convocados como testemunhas pela defesa e Wilde, a conselho do seu advogado, retirou a queixa. No entanto, as provas recolhidas durante o julgamento foram utilizadas para o juiz Alfred Wills acusar desta vez o próprio Wilde de atos por "indecência grave com outros homens" com base na "lei da sodomia", uma acusação que abarcava todos os atos homossexuais, públicos ou privados. O poema Two Loves de Douglas, que seria utilizado contra Wilde no seu julgamento, termina com o famoso verso que se refere à homossexualidade como o amor que não ousa dizer o seu nome.
Na repetição do julgamento (o júri do primeiro não tinha conseguido chegar a um veredicto), Wilde foi julgado culpado por Alfred Wills em 25 de Maio de 1895 e condenado a 2 anos de trabalhos forçados na famosa prisão de Reading Gaol. Alfred Douglas foi forçado a exilar-se na Europa. Durante o seu tempo de prisão, Wilde enviou a Douglas uma longa e crítica carta, intitulada De profundis, descrevendo detalhadamente os seus sentimentos.

## Nápoles e Paris
Na sequência da libertação de Wilde, em 19 de maio de 1897, os dois reencontraram-se em Agosto em Rouen. O reencontro foi recebido com a oposição dos amigos e das famílias dos dois homens. Na parte final de 1897, Wilde e Douglas viveram juntos em Nápoles, mas, devido a razões financeiras e à pressão da sociedade vitoriana exercida sobre eles, separaram-se. Wilde viveu a maior parte do resto da sua vida em Paris, enquanto Douglas regressou a Inglaterra nos finais de 1898.
O período em que viveram juntos em Nápoles seria mais tarde envolvido em forte controvérsia. Wilde afirmava que Douglas lhe tinha oferecido casa, mas que não tinha dinheiro nem ideias. Quando Douglas ganhou acesso à herança do seu pai, recusou-se a conceder uma pensão a Wilde, embora lhe oferecesse algumas somas de dinheiro esporadicamente. Quando Wilde morreu, em 1900, era relativamente pobre e praticamente sem a fama que ganharia. Douglas foi um dos que mais se salientaram no funeral de Wilde, chegando-se mesmo a falar de uma desavença com Robert Ross junto à campa do falecido. Este seria o primeiro episódio de futuras disputas legais entre os dois antigos amantes de Oscar Wilde.

## Casamento
Depois da morte de Wilde, Douglas tornou-se amigo próximo de Olive Eleanor Custance, uma herdeira, que também era poetisa. Casaram em 4 de Março de 1902 e tiveram um filho, Raymond Wilfred Sholto Douglas (17 de novembro de 1902 - 10 de outubro de 1964). Em 1911, Douglas converteu-se ao catolicismo.

## Repúdio a Wilde
Mais de uma década após a morte de Wilde, com a publicação das partes suprimidas da carta De profundis em 1912, Douglas virou-se contra o seu antigo amigo, cuja homossexualidade passou a condenar. Foi testemunha de defesa no processo de difamação de Maud Allan contra Noel Pemberton Billing em 1918. Billing tinha acusado Allan, que era actor na peça de Wilde, Salomé, de fazer parte de uma conspiração homossexual para minar o esforço de guerra. Douglas contribuiu para o diário de Billings, Vigilante, como parte da campanha contra Robert Ross. Tinha escrito um poema referindo-se a Margot Asquith ("bound with Lesbian fillets") e ao seu marido, o primeiro-ministro Herbert Asquith, que havia financiado Ross. Durante o julgamento, descreveu Wilde como "a maior força diabólica que havia surgido na Europa nos últimos 350 anos". Douglas acrescentou que lamentava intensamente ter conhecido Wilde e tê-lo ajudado na tradução de Salomé, que descreveu como "a mais perniciosa e abominável peça".

## Processos por difamação
Douglas iniciou a sua "carreira litigiosa" com a condenação das revistas de Oxford (The Isis) e Cambridge (Cambridge) a um pedido de desculpas formais e a uma multa de 50 guinéus cada por referências difamatórias num artigo sobre Wilde. Esteve na acusação e na defesa em vários processos (civis e criminais) de difamação. Em 1913, acusou Arthur Ransome por difamação no livro Oscar Wilde: A Critical Study. Douglas considerava os julgamentos como uma arma contra o seu inimigo Ross, não percebendo que Ross não seria chamado como testemunha. O tribunal considerou Ransome inocente.
No caso mais noticiado, em que foi processado por Winston Churchill em 1923, Douglas foi considerado culpado de difamação de Churchill e condenado a seis meses de prisão. Douglas havia afirmado que Churchill tinha participado numa conspiração judia para assassinar Horatio Kitchener, o Ministro da Guerra do Reino Unido. Kitchener havia morrido em 5 de Junho de 1916, durante uma missão diplomática na Rússia: o navio em que viajava, o couraçado HMS Hampshire, afundou-se a oeste das Ilhas Orkney quando embateu com uma mina naval alemã. Apesar da disputa legal, Douglas acabou por escrever um soneto em honra de Churchill.
Em 1924, durante a sua estadia na prisão, Douglas, num irónico eco da carta de Wilde De profundis ("Das profundezas", em latim), escreveu a sua última importante obra poética, In Excelsis ("Das alturas", em latim), que contem 17 cantos. Ao ser libertado, Douglas teve que reescrever toda a obra a partir da sua memória, uma vez que as autoridades prisionais não o deixaram sair com o manuscrito original.
Douglas afirmava que a sua saúde nunca havia recuperado dos danos causados pela estadia na prisão, que incluíram dormir em estrados de madeira sem colchão.

## Últimos anos
Na sequência da sua prisão, em 1924, os sentimentos de Douglas para com Wilde começaram a suavizar-se. Disse em Oscar Wilde: A Summing Up que "Por vezes um pecado é também um crime (por exemplo, um roubo ou um assassinato) mas tal não é o caso da homossexualidade, tanto como do adultério".
Durante a década de 1930 e até à sua morte, Douglas correspondeu-se com várias personalidades, incluindo Marie Stopes e George Bernard Shaw. Anthony Wynn escreveu uma peça Bernard and Bosie: A Most Unlikely Friendship baseada na correspondência entre Shaw e Douglas. Uma das últimas aparições públicas de Douglas foi num bem recebido (Arthur Quiller-Couch e Augustus John) discurso na Royal Society of Literature a 2 de setembro de 1943, intitulado The Principles of Poetry, que foi posteriormente publicado numa edição de mil cópias.
O único filho de Douglas, Raymond, sofria de esquizofrenia e foi internado em 1927 no Hospital de St. Andrews, um hospital psiquiátrico. Teve alta passados 5 anos, mas sofreu subsequentes recaídas e foi de novo internado no hospital. Em Fevereiro de 1944, quando a sua mãe, Olive Douglas, morreu de hemorragia cerebral aos 67 anos, Raymond conseguiu estar presente no funeral. A sua saúde deteriorou-se e acabou por ficar internado, tendo falecido no hospital em 10 de outubro de 1964.

## Morte
Douglas morreu de insuficiência cardíaca em Lancing, com 74 anos de idade. Foi enterrado no Mosteiro Franciscano de Crawley a 23 de Março, ao lado da sua mãe Sybil, que havia morrido em 31 de outubro de 1935 com 91 anos de idade. A campa dos dois está coberta com uma única pedra tumular.

## A escrita
Douglas publicou vários volumes de poesia, dois livros sobre a sua relação com Wilde (Oscar Wilde and Myself em 1914; escrito em grande parte por T.W.H. Crosland, o editor assistente do The Academy, mais tarde repudiado por Douglas e Oscar Wilde: A Summing Up em 1940), e uma livro de memórias, The Autobiography of Lord Alfred Douglas (1931). Traduziu Os Protocolos dos Sábios de Sião in 1919, uma das primeiras traduções para inglês desse panfleto antissemita. Foi editor de uma revista literária, The Academy, de 1907 a 1910, no período quem que manteve uma relação com a artista Romaine Brooks, também uma bissexual (o maior amor da sua vida, Natalie Clifford Barney, também tinha tido uma relação com a sobrinha de Wilde, Dorothy Wilde).
Existem seis biografias de Douglas. As mais antigas, da autoria de Braybrooke e Freeman, foram impedidas de citar as obras de Douglas e De profundis ainda não havia sido publicado. Foram depois publicadas biografias por Rupert Croft-Cooke, H. Montgomery Hyde (que também escreveu sobre Oscar Wilde), Douglas Murray (que considera a biografia de Braybrooke como "uma reprodução exagerada do livro (autobiografia) de Douglas"). A mais recente é Alfred Douglas: A Poet's Life and His Finest Work, de Caspar Wintermans, publicada pela Peter Owen Publishers em 2007.

## Obra

### Poesia
- Poems (1896)
- Tails with a Twist 'by a Belgian Hare' (1898)
- The City of the Soul (1899)
- The Duke of Berwick (1899)
- The Placid Pug (1906)
- The Pongo Papers and the Duke of Berwick (1907)
- Sonnets (1909)
- The Collected Poems of Lord Alfred Douglas (1919)
- In Excelsis (1924)
- The Complete Poems of Lord Alfred Douglas (1928)
- Sonnets (1935)
- Lyrics (1935)
- The Sonnets of Lord Alfred Douglas (1943)

### Não-ficção
- Oscar Wilde and Myself (1914)
- Prefácio a New Preface to the 'Life and Confessions of Oscar Wilde' por Frank Harris (1925)
- Introdução a Songs of Cell by Horatio Bottomley (1928)
- The Autobiography of Lord Alfred Douglas (1929; 2.ª ed. 1931)
- My Friendship with Oscar Wilde (1932; título da versão americana da sua autobiografia)
- The True History of Shakespeare's Sonnets (1933)
- Introdução a The Pantomime Man por Richard Middleton (1933)
- Prefácio a Bernard Shaw, Frank Harris, and Oscar Wilde por Robert Harborough Sherard (1937)
- Without Apology (1938)
- Prefácio à peça Oscar Wilde: A Play' por Leslie Stokes e Sewell Stokes (1938)
- Introdução a Brighton Aquatints por John Piper (1939)
- Ireland and the War Against Hitler (1940)
- Oscar Wilde: A Summing Up (1940)
- Introdução a Oscar Wilde and the Yellow Nineties por Frances Winwar (1941)
- The Principles of Poetry (1943)
- Prefácio a Wartime Harvest por Marie Carmichael Stopes (1944)